# Hiteleshely
A hiteleshely régies nevén bizonyságtevő hely (latinul loca credibilia/testimonialia) a feudalizmus kori Magyarországon azt a szerepet töltötte be, mint ma egy közjegyző. Forrásszerű latin kifejezés még a hiteleshelyre a loca credibilia authentica. Magyarul írható hiteleshely alakban is. A bizonyító erejű oklevelek kiadására, másolására hozták létre őket az írásbeliség iránt egyre növekvő társadalmi igény következményeként, a 13. században. A hiteleshelyek tagjai végezték a peres ügyek esetén az idézést, a tanúkihallgatást, a helyszíni szemlét, a határjárást, az eskütételt vagy más, a perrel kapcsolatos teendőket. A 16–17. században azután a vármegyei, városi hivatalok írásbelisége fokozatosan csökkentette a hiteleshelyek jelentőségét. 1858 után először átmenetileg, 1874-ben pedig véglegesen a közjegyzői intézmény vette át a hiteleshelyek feladatkörét.
A hiteleshely pecsétjével ellátott iratot hitelesnek kellett elfogadni. Ilyen pecsétjük volt a káptalanoknak és a nagyobb konventeknek (szerzetesi házaknak). 1351-ben Nagy Lajos a kisebb konventeket eltiltotta ettől a tevékenységtől, elkerülendő, hogy a konvent kegyúra határozza meg, miről állítsanak ki oklevelet és mit pecsételjenek meg.
A 16. század végétől vált általánossá az a szokás, hogy a felek alispán és szolgabírák előtt tettek bevallást, de ez már a 13. század végén is előfordult.

## Kialakulásának története

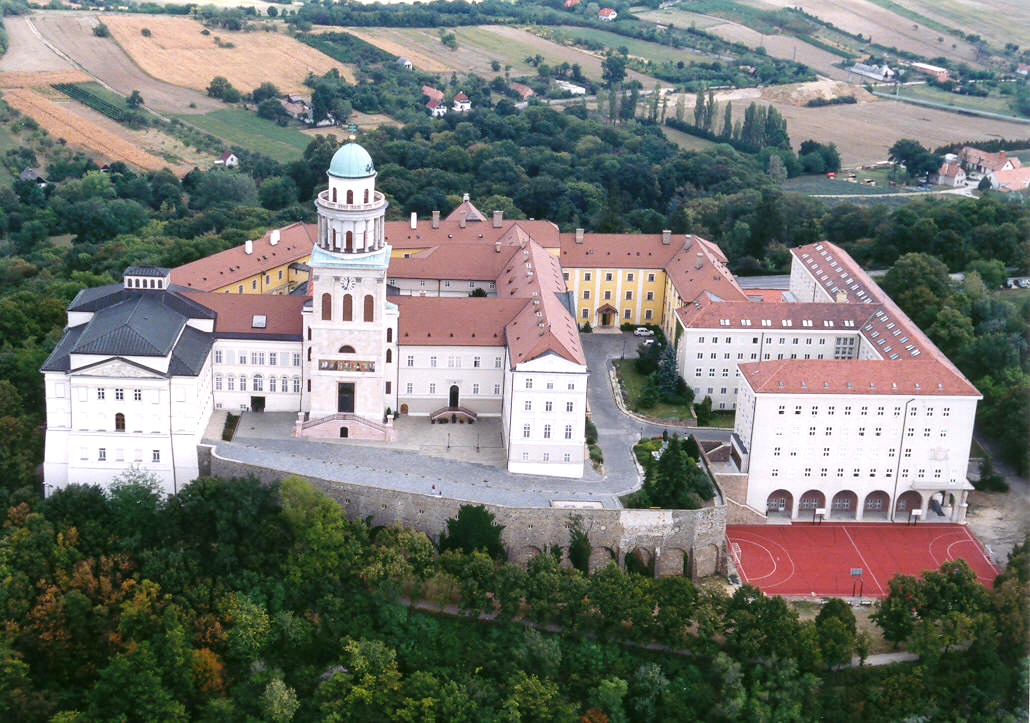
Pannonhalma – A bencés apátságot III. Béla hiteleshellyé nyilvánította

A 11-12. századi Magyarországon még a szóbeliség volt az általános. A birtokperek esetén például a poroszló szava volt a bizonyító erő. Idővel mindinkább csökkent a poroszlók szavának tekintélye és megbízhatósága. A poroszlók már csak egy hiteleshely által megbízott egyházi személy jelenlétében járhattak el, a tevékenységükről pedig okirat készült.
A megpecsételt oklevelek használata egyre elterjedtebbé vált. Így alakult ki az ún. „ügyvédvalló levelet” kiállító hiteleshelyek (loca credibilia v. testimonialia) egész láncolata a 13. században, magyar sajátosságként.

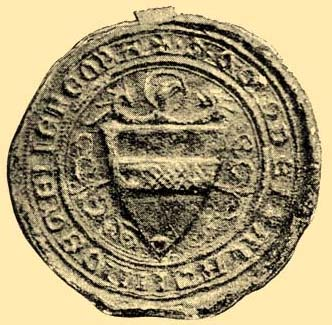
Amadé nádor pecsétje

A pecsétnek az általános írástudatlanság viszonyai között különös fontossága volt. Egy pecsét még egy írástudatlan számára is jól felismerhető, azonosítható. A hiteleshelyek elnevezése is erre utal, azt jelenti, hogy ezeknek hiteles, azaz általánosan ismert pecsétje volt. Ezek hamisítását megállítandó Nagy Lajos a 14. század közepén egy jegyzéket is készíttetett az összes hiteleshely pecsétjéről.
Magyarország első hiteleshelye a székesfehérvári társaskáptalan (mely a királyi koronázóbazilika igazgatásáért is felelt) volt. A fehérvári társaskáptalan a legjelentősebb hiteleshelynek számított, hiszen a magyar koronázási jelvények, a királyi kincstár és egyéb fontos létesítmények mellett a királyi levéltárat is ott őrizték egészen a török hódoltságig.
A török támadások sok esetben nagy kárt és zűrzavart okoztak; a közeledő török veszély miatt 1575-ben a király által kiadott törvény rendelte el, hogy a zalavári és a kapornaki konventek iratait sürgősen Vasvárra szállítsák át, valamint, hogy a hiteleshelyi jogokat a vasvári káptalan gyakorolja tovább. A megmaradt források alapján tudni, hogy ezt a rendeletet azonban még nem hajtották végre, mert Zala megye közgyűlése 1580. május 12-én határozott arról, hogy a két konvent iratait a somogyi konvent pecsétjével együtt az akkor már Szombathelyen működő vasvári káptalanhoz kell vinni. Mindez csak a vármegye ismételt sürgetésére 1583. szeptember 11. után történt meg végül. A török korsza vége után, 1715-ben göttweigi bencések kapták meg a zalavári apátságot, majd Mária Terézia magyar királynő 1757-ben kelt, díszes kiállítású oklevélben adta vissza a hiteleshelyi jogot és erősítette meg a Szent Adorjánt ábrázoló pecsét használatát. A zalaváriak azonban a hely nehéz elérhetősége, és épületeik teljesen romos állapota miatt kénytelenek voltak a közeli Zalaapátiba költözni, ahol 1752-ben kezdték meg az új kolostor építését.
Mária Terézia 1764–1765. évi dekrétumának 11. cikkelye „A hiteles helyekről s kötelezettségükről” előírta a káptalanok és konventek levéltáraiban őrzött iratok lajstromozását (III.), melyet I. Ferenc az 1807-ben kiadott dekrétumának 14. cikkelyében ismét megerősített.
A hiteleshelyek önálló jogigazoló oklevélkiadási jellege az 1874. évi 35. törvénnyel fejeződött be, amelynek 214.§-a értelmében a hiteleshelyek a levéltárukban őrzött oklevelek hiteles másolatkiadó szervévé váltak, új oklevelet már nem alkothattak.

## Bevallás, eskü
Szerződéskötéskor a két fél megjelent a hiteleshely (káptalanok és konventek), az ország rendes birái vagy a király előtt és „vallást” vagy „bevallást tett” (fassio, confessio), azaz a szerződés tartalmáról élőszóval, ünnepélyesen nyilatkozatot tett írásba foglalás és hiteles pecséttel történő megerősítés végett.
Az eskünek perdöntő szerepe lehetett, ezért letételét okmánnyal kellett igazolni. Ez Werbőczy koráig úgy történt, hogy az eskütevő valamely hiteleshely kiküldöttje előtt, egy templomban vagy kápolnában, az oltárhoz lépve s azt, vagy annak ereklyéjét érintve, tette le az esküt. Az illető hiteleshely az eskü szabályszerű letételéről tudósító levelet állított ki, melyet a fél a bíróságnak felmutatott. A bíróság azután a letett eskük számát és az eskütevő személyek tekintélyét mérlegelve döntött: Egy apát esküje tíz nemesével volt egyenértékű.

## Szakirodalom
- Okleveles históriák. Válogatás a magyar közhitelesség irataiból, 1441–1848; szerk., tan. Rokolya Gábor; Magyar Országos Közjegyzői Kamara, Budapest, 2010
- Loca credibilia. Hiteleshelyek a középkori Magyarországon; szerk. Fedeles Tamás, Bilkei Irén; Fény Kft., Pécs, 2009 (Egyháztörténeti tanulmányok a Pécsi Egyházmegye történetéből)
- Eckhart Ferenc: Hiteleshelyek a középkori Magyarországon; ford. Csókay Balázs, Dreska Gábor, előszó Mezey Barna; MOKK, Budapest, 2012 (Studia notarialia Hungarica)
- Balló István: "A hiteleshelyek néhány kérdése hazánk okleveles gyakorlatában, 13–14. század." Turul (1994): 117–123.
- Barta István: "Középkori közjegyzőségeink történetéhez," In Emlékkönyv Szentpétery Imre születése hatvanadik évfordulójának ünnepére. Budapest, 1938
- Bertényi Iván: "Az írás mint a rongált pecsétű oklevél hitelességének bizonyítéka," In Magyar Herold 1 (1984): 140–154.
- Bilkei Irén: "Hiteles helyek Zalában, 13–14. század" In A Dunántúl településtörténete VII. Szerk. Somfai Balázs. Veszprém, 1989, 343–350.
- Bónis György: "A közhitelűség szervei Magyarországon és a magyar hiteleshelyi levéltárak," Levéltári Szemle (1964): 118–142.
- Bónis György: "A kúriai irodák munkája a XIV–XV. században." Levéltári Közlemények 35 (1964): 197-249
- Bónis György: "Les autorités de 'foi publique' et les archives des 'loci credibiles' en Hongrie," Archivum 12 (1962): 97-104.
- Bónis György: "Magyi János formuláskönyve és a gyakorlati jogtanítás," In A Pécsi Egyetem története. 225–259.
- Borsa Iván: "A hiteleshelyekről." In "Magyaroknak eleiről" Ünnepi tanulmányok a hatvan esztendős Makk Ferenc tiszteletére. Szerk.: Piti Ferenc Szabados György. Szeged, 2000, 99–106.
- Borsa Iván: "A hiteleshelyi eljárás színhelyén készült feljegyzés." Levéltári Közlemények 58 (1987): 39–44.
- Borsa Iván: "A királyi ember és a kiküldött melléktevékenysége Leleszen." In Kovács András–Sipos Gábor–Tonk Sándor, szerk. Emlékkönyv Jakó Zsigmond 80. születésnapjára. Kolozsvár, 1996, 101–108.
- Borsa Iván: "Ügyintézési törekvések a leleszi hiteleshelyen a 14. és a 15. század fordulóján." In Kalmár János, szerk. Miscellanea fontium historiae Europae. Emlékkönyv H. Balázs Éva történész professzor 80. születésnapjára. Budapest, 1997, 57–64.
- Borsa Iván: "Zur Beurkundstätigkeit der glaubwürdigen Orte in Ungarn," In Forschungen über Siebenbürgen und seine Nachbarn. Festschrift für Attila T. Szabó und Zsigmond Jakó, II. Bd. hrsg. Kálmán Benda, Tamás Bogyay, H. Glassl, Munich, 1988, 143–147.
- Borsa Iván: "Irattipusok a középkori Magyarországon," Levéltári Közlemények 64 (1993): 27–37.
- Csukovits Enikő: "A középkori írástudók 'munkaideje'," Levéltári Közlemények 63 (1992): 3–13.
- Dreska Gábor: "A pannonhalmi konvent hiteleshelyének 14. századi oklevélátírásai." In Takács Imre, szerk. Mons Sacer 996–1996. Pannonhalma 1000 éve, vol. 1., Pannonhalma: n. p., 1996, 463-470.
- Dreska Gábor: Levéltári Közlemények (1998):
- Eckhart Ferenc: "Hiteles helyeink eredete és jelentősége," Századok 47 (1913): 640–655.
- Eckhart Ferenc: "Hiteles helyeink oklevélkritikája." Turul (1913): 158-163.
- Eckhart Ferenc: "Die glaubwürdigen Orte Ungarns im Mittelalter", MIÖG Ergbd. 9 (1913/1915): 395-558.
- Eckhart Ferenc: Magyar alkotmány és jogtörténet. Budapest: Franklin, 1946
- Érdujhelyi Menyhért: A titeli káptalan története. Zombor, 1895
- Érdujhelyi Menyhért: A közjegyzőség és hiteleshelyek története Magyarországon. Budapest, 1899
- Érszegi Géza: "Az írásbeliség bevezetése Magyarországon," História 2 (1982): 26–28.
- Érszegi Géza: "III. Béla kancelláriai reformjáról," In Magyar Herold 1 (1984): 72–77.
- Érszegi Géza: "Oklevéltan," In A történelem segédtudományai. Szerk.: Kállay István. Budapest, 1986, 12–29.
- Fichtenau Heinrich: Arenga. Spätantike und Mittelalter im Spiegel von Urkundenformeln. Graz–Köln, 1957
- Füssy Tamás: "A zalavári konvent, mint hiteles helynek története," Századok (1891): 809–823.
- Gerics József: A királyi kápolna tagjai által folytatott hiteleshelyi tevékenység történetéhez." Levéltári Közlemények 27 (1956): 31–34.
- Guoth Kálmán: Az okleveles bizonyítás kifejlődése Magyarországon. Budapest, 1936
- Hajnal István: "Árpád-kori oklevélírások és a francia egyetemek." In Hajnal, István. Technika, művelődés. Budapest: História-MTA TTI, 1993, 3-13.
- Hajnal István: "Universities and the development of writing in the XIIth-XIIIth century," Scriptorum 6 (1952): 177-195.
- Hajnal István: Írástörténet az írásbeliség felújulása korából. Budapest, 1921
- Hajnal István: L' enseignement de l' écriture aux universités médiévales, ed. László Mezey, Budapest: MTA, 1959
- Hajnal István: Vergleichende Schriftproben zur Entwicklung der Schrift im 12-13. Jahrhundert. Budapest-Leipzig-Milan, 1943
- Hajnik Imre: Okirati bizonyítás a középkori magyar perjogban. Budapest, 1886
- Homonnai Sarolta: "A pannonhalmi apátság pecséthasználata hiteleshelyi tevékenységének kezdetéig. In Capitulum I. Fejezetek a középkori magyar egyház történetéből. Szerk.: Koszta László, Szeged, 1998, 9–32.
- Horváth Antal: A csornai konvent hiteleshelyi működése. Keszthely, 1943
- Hunyadi Zsolt: "… et iugiter famulantibus regi sempiterno. Megjegyzések a székesfehérvári johannita konvent egy hamis okleveléhez." Acta Universitatis Szegediensis. Acta Historica 109 (1999): 39–46.
- Hunyadi Zsolt: "A székesfehérvári johannita konvent hiteleshelyi tevékenysége az Árpád-korban." In Capitulum I. Fejezetek a középkori magyar egyház történetéből. Szerk.: Koszta László, Szeged, 1998, 35–67.
- Hunyadi Zsolt: "How to Identify a 600 Year-Old Forgery? The Formulas of the Charters of the Székesfehérvár Convent of the Knights of St. John of Jerusalem up to the Mid-Fourteenth Century" In International Conference of PhD Students, Section Proceeding: Humanities. ed. E. Szőke. Miskolc: University of Miskolc, 1997, 87–94.
- Hunyadi Zsolt: "… et iugiter famulantibus regi sempiterno … Megjegyzések a fehérvári johannita konvent egy hamis okleveléhez," Acta Historica Universitatis Szegediensis 109 (1999): 39–46.
- Hunyadi Zsolt: "Regularities and irregularities in the formulae of the charters issued by the Székesfehérvár convent of the Knights of St. John (1243–1400)," In Dating Undated Medieval Charters. Ed. Michael Gervers, Woodbridge: The Boydell Press, 2000, 137–149.
- Hunyadi Zsolt: "The Knights of St. John and the Hungarian Private Legal Literacy up to the mid-fourteenth century." In …The Man of Many Devices. Who Wandered Full Many Ways. Festschrift in Honor of János M. Bak. Budapest: CEU Press, 1999, 507–519.
- Hunyadi Zsolt: "The locus credibilis in Hungarian Hospitaller Commanderies" In La Commanderie, institution des ordres militaires dans l'Occident médiéval, dir. Anthony Luttrell et Léon Pressouyre, Paris: Comité des travaux historiques et scientifiques, 2002, 285-296.
- Jáger Márta: "Adatok a Somogy megyei hiteleshelyek történetéhez." Somogy (1993): 54–59.
- Jakó Zsigmond: "A laikus írásbeliség kezdetei a középkori Erdélyben." In Jakó, Zsigmond. Írás, könyv. értelmiség. Tanulmányok Erdély történelméhez. Bukarest: Kriterion, 1976, 25–36.
- Jerney János: "A magyarországi káptalanok és konventek," Magyar történelmi Tár 2 (1855):
- Juhász Kálmán: "Egy délalföldi hiteleshely kiadványai Aradi regeszták," Különlenyomat A gyulai Erkel Ferenc múzeum kiadványai c. kötetből. Gyula, 1962
- Juhász Kálmán: A csanádi székeskáptalan a középkorban (1030–1552). Makó, 1941
- Juhász Kálmán: "Das Kapitel von Arad als glaubwürdiger Ort," MIÖG 62 (1954): 406-424.
- Komjáthy Miklós: "A hiteleshelyek," História (1982/2): 28–29.
- Koszta László: "Írásbeliség a pécsi egyházmegyében 1353-ig: A hiteleshelyek," In Hermann Egyed Emlékkönyv. Szerk. Sümegi J., Zombori I., Budapest: METEM, 1998, 167–184.
- Koszta László: "A pozsegai káptalan hiteleshelyi tevékenysége 1353-ig. A közhitelű oklevéladás kezdete." Századok 132 (1998): 3–46.
- Koszta László: "Hiteleshelyek a pécsi egyházmegyében 1353-ig," Baranya (1990/1–2): 55–70.
- Koszta László: A pécsi székeskáptalan hiteleshelyi tevékenysége (1214–1353). Tanulmányok Pécs történetéből 4. Pécs Története Alapítvány: Pécs, 1998
- Kóta Péter: "A vasvári káptalan korai oklevelei. Egy formulagyűjtemény," Levéltári Szemle 37 (1987): 17–29.
- Köblös József: "A fehérvári káptalan vonzáskörzete a középkor végén." In A Dunántúl településtörténete VII. Szerk. Somfai Balázs. Veszprém, 1989, 351–370.
- Kőfalvi Tamás: "A hiteleshelyi oklevelek egyháztörténeti tanulságai." Egyháztörténeti Szemle 1 (2000): 49–64.
- Kőfalvi Tamás: "A pécsváradi konvent külső hiteleshelyi tevékenységének főbb jellemzői 1526-ig." In Tanulmányok a középkori magyar történelemről. Szerk.: Homonnai Sarolta, Piti Ferenc, Tóth Ildikó Éva. Szeged, 1999, 65–73.
- Kőfalvi Tamás: "Büntető záradékok a pécsváradi konvent hiteleshelyi okleveleiben." Aetas (2000/1-2): 23–38.
- Kőfalvi Tamás: "Pécsvárad nevéről, különös tekintettel a konvent hiteleshelyi tevékenységére. In "Magyaroknak eleiről" Ünnepi tanulmányok a hatvan esztendős Makk Ferenc tiszteletére. Szerk.: Piti Ferenc Szabados György. Szeged, 2000, 287–306.
- Kőfalvi Tamás: "A pécsváradi bencés konvent hiteleshelyi tevékenysége az Árpád-korban." In Egyház és művelődés. Pannonhalma 996-1996. Szerk.: Hajdú Á. és Kokas Zs., Budapest, 1997, 49–56.
- Kőfalvi Tamás: "A pécsváradi konvent hiteleshelyi tevékenysége az Árpád-korban. In Capitulum I. Fejezetek a középkori magyar egyház történetéből. Szerk.: Koszta László, Szeged, 1998, 129–149.
- Kőfalvi Tamás: "A pécsváradi konvent hiteleshelyi tevékenysége az Árpád-korban. In Capitulum I. Fejezetek a középkori magyar egyház történetéből. Szerk.: Koszta László, Szeged, 1998, 129–149.
- E. Kovács Péter: "Az egri káptalan hiteleshelyi és oklevélkiadói tevékenysége az Árpád-korban," Archivum 12 (1990): 5–43.
- Kubinyi András: "Írástudás és értelmiségi foglalkozásúak a Jagelló-korban," In Magyar Herold 1 (1984): 186–208.
- Kumorovitz L. Bernát: "A leleszi konvent országos levéltára." Levéltári Közlemények 4 (1932): 223–255.
- Kumorovitz L. Bernát: "A leleszi konvent pecsételési és oklevéltaxa-lajstromai." Levéltári Közlemények 1 (1929): 312–325.
- Kumorovitz L. Bernát: "A leleszi konvent oklevéladó működése," Turul 42 (1928): 1–39.
- Kumorovitz L. Bernát: "A leleszi prépostság tagjai és hiteleshelyi személyzete 1569-ig," Különlenyomat az Emlékkönyv Szent Norbert halálának 800. évfordulójára c. kötetből. Gödöllő, 1934
- Kumorovitz L. Bernát: "Az authetikus pecsét," Turul 3–4 (1936): 1–28.
- Kumorovitz L. Bernát: A magyar pecséthasználat a középkorban. Budapest, 1944 (reprint, 1993)
- Kumorovitz L. Bernát: "A középkori magyar magánjogi írásbeliség első szakasza (XI–XII. század)," Századok 97 (1963): 1–35.
- Kurcz Ágnes: "Arenga und narratio in der ungarischer Urkunden des XIII. Jahrhunderts," MIÖG 70 (1962): 323-354.
- Kurcz Ágnes: "Az antikvitás hatásának nyomai XIII. századi oklevelekben", Antik Tanulmányok 8 (1961)
- Kurecskó Mihály: "A nyitrai káptalan kétes hitelű 13. századi oklevele." In Tanulmányok a középkori magyar történelemről. Szerk.: Homonnai Sarolta, Piti Ferenc, Tóth Ildikó Éva. Szeged, 1999, 75–84.
- Kurecskó Mihály: "A nyitrai káptalan hiteleshelyi tevékenysége a kezdetektől 1269-ig." In "Magyaroknak eleiről" Ünnepi tanulmányok a hatvan esztendős Makk Ferenc tiszteletére. Szerk.: Piti Ferenc Szabados György. Szeged, 2000, 329–347.
- Mezey László: "A hiteleshely a közhitelűség fejlődésében és III. Béla szerepe," In Középkori kútfőink kritikus kérdései, szerk., J. Horváth J. és Székely Gy., Budapest: Akadémiai Kiadó, 1974, 315–332.
- Mezey László: "A latin írás magyarországi történetéből," Magyar Könyvszemle 82 (1966):
- Mezey László: "A pécsi egyetemalapítás előzményei (A deákság és a hiteleshely kezdeteihez) In Jubileumi Tanulmányok. Szerk.: Csizmadia A. Pécs, 1967, 53–84.
- Mezey László: "Anfänge der Privaturkunde in Ungarn und der glaubwürdigen Orte," Archiv für Diplomatik 18 (1972): 290-302.
- Mezey László: Deákság és Európa. Budapest, 1979
- Mezey László: "Ungarn und Europa in 12. Jahrhundert. Kirche und Kultur zwischen Ost und West." In Probleme des 12. Jahrhundert. Reichenau-Vorträge 1965-1967, Vorträge und Forschungen, vol. 12, Stuttgart, 1968, 255-273.
- Miklósy Zoltán: "Hiteles hely és iskola a középkorban," Levéltári Közlemények (1940–41): 170–178.
- Papp László: A hiteleshelyek története és működése az újkorban. Budapest, 1936
- Parlagi Márton: A bácsi káptalan hiteleshelyi tevékenysége az Árpád-korban. Szeged, 1999 (egyetemi szakdolgozat, kézirat)
- Perényi József: A francia iskolák hatása a magyar okleveles gyakorlat kialakulására. Budapest, 1938
- Ribi András: Az országos hatáskörű hiteleshelyi tevékenység a középkorban; Városi Levéltár és Kutatóintézet, Székesfehérvár, 2023 (Közlemények Székesfehérvár történetéből)
- Sill Ferenc: "A vasvár-szombathelyi káptalan hiteleshelyi tevékenysége," Vas megye múltjából (1976): 20–60.
- Sipos Gábor: "A kolozsmonostori konvent hiteleshelyi működése," In Művelődéstörténeti tanulmányok. Szerk.: Csetri Elek, Jakó Zsigmond, Tonk Sándor, Bukarest, 1979, 33–50.
- Solymosi László: "Árpád-kori okleveleink grafikus szimbólumai." Aetas (1991/3–4): 14–39.
- Solymosi László: "A bencés konventek hiteleshelyi oklevéladásának kezdetei," In Mons Sacer 996–1996. Pannonhalma 1000 éve, vol. 1., Pannonhalma: n. p., 1996, 481–498.
- Solymosi László: "A hiteleshelyi pecséthasználat kezdeteihez," Magyar Herold 1 (1984): 91–139.
- Solymosi László: "A pápai kancellária hatása a magyarországi oklevéladásra a 13. század közepéig," Történelmi Szemle 39 (1997): 335–344.
- Solymosi László: "A székesfehérvári káptalan hiteleshelyi működésének főbb sajátosságai az Árpád-korban. In A székesfehérvári Boldogasszony bazilika történeti jelentősége. Szerk. Farkas G. Székesfehérvár, 1996
- Solymosi László: "Észrevételek a Ciszterci Rend magyarországi repertóriumáról," [Notes on the Repertoire of the Cistercian Order in Hungary], Levéltári Közlemények 55 (1984): 242-243.
- Stolcz Alfonz: A hiteleshelyek és azok jelentősége a középkorban Magyarországon. Újvidék, 1912
- Szakály Ferenc: "A szekszárdi konvent hiteleshelyi és oklevéladó működése 1526-ig," Tanulmányok Tolna megye történetéből 1 (1968): 9–60.
- Szentpétery Imre: Magyar oklevéltan. Budapest, 1930
- Szovák Kornél: "A pannonhalmi konvent hiteleshelyi működésének kezdetei (1244–1387)" In Mons Sacer 996–1996. Pannonhalma 1000 éve, vol. 1., Pannonhalma: n. p., 1996, 422–462.
- Szovák Kornél: "Kormányzat és hiteleshely. Néhány megjegyzés a kormányzati adminisztráció korai történetéhez." In Tanulmányok Borsa Iván tiszteletére. szerk. Csukovits Enikő, Budapest: MOL, 1998, 223-231.
- Szovák Kornél: A győri székeskáptalan hiteleshelyi működése: írásbeliség Nyugat-Magyarországon a XIII. század első felében. Budapest, 1985 (kézirat)
- Takács Imre: A magyarországi káptalanok és konventek középkori pecsétjei. Budapest, 1992
- Tóth Ildikó: "Káptalan a határszélen. (A boszniai káptalan terület hatóköre 1353-ig)." In "Magyaroknak eleiről" Ünnepi tanulmányok a hatvan esztendős Makk Ferenc tiszteletére. Szerk.: Piti Ferenc Szabados György. Szeged, 2000, 617–635.
- C. Tóth Norbert: "A stefanita rend esztergomi házának kiadatlan hiteleshelyi oklevelei az Árpád-korból." In Tanulmányok Borsa Iván tiszteletére. Szerk. Csukovits Enikő. Budapest: MOL, 1998, 283-289.
- C. Tóth Norbert: " Hiteleshely és a királyi különös jelenlét." Századok 135 (2001) 409-428.
- C. Tóth Norbert: " Adatok a megyék és a hiteleshelyek közötti viszonyra a 14. és a 15. században." Századok 136 (2002) 351-364.
- Tóth-Szabó Pál: "A jászói konvent, mint hiteles hely a középkorban," Turul 21 (1903): 110–119.
- Trostovszky Gabriella: "Az esztergomi káptalan XIII–XIV. századi oklevelei az országos levéltár diplomatikai levéltárában," Levéltári Közlemények (1989/1): 57–81.
- Turbók Anita: A kalocsai székeskáptalan rövid története és hiteleshelyi tevékenysége az Árpád-korban. Szeged, 1998 (kézirat)
- Udvardy József: A kalocsai főszékeskáptalan története a középkorban. Budapest: METEM, 1992
- Varga Árpád: "A váradi káptalan hiteleshelyi működése," In Művelődéstörténeti tanulmányok. Szerk.: Csetri E., Jakó Zs. Bukarest, 1980, 20–35.
- Veszprémy László: "Pannonhalmi oklevelek a 13–14. században," In Mons Sacer 996–1996. Pannonhalma 1000 éve, vol. 1., Pannonhalma: n. p., 1996, 471–480.